# Warschau
Warschau (Njemački: Varšava) treći je koncertni album švedskog black metal-sastava Marduk, objavljen 5. prosinca 2005. godine. Snimljen je 18. rujna 2005. u varšavskom klubu Proxima. Uradak dijeli ime s pjesmom na albumu Plague Angel.

## Popis pjesama
| 1.    | »The Hangman of Prague«             | 3:55 |
| 2.    | »Seven Angels, Seven Trumpets«      | 2:42 |
| 3.    | »Slay the Nazarene«                 | 3:38 |
| 4.    | »Azrael«                            | 3:03 |
| 5.    | »Burn My Coffin«                    | 5:23 |
| 6.    | »Panzer Division Marduk«            | 2:26 |
| 7.    | »Blutrache«                         | 5:25 |
| 8.    | »Bleached Bones«                    | 4:54 |
| 9.    | »The Black...«                      | 3:22 |
| 10.   | »Steel Inferno«                     | 2:29 |
| 11.   | »On Darkened Wings«                 | 4:22 |
| 12.   | »With Satan and Victorious Weapons« | 3:41 |
| 13.   | »Throne of Rats«                    | 3:15 |
| 14.   | »To the Death's Head True«          | 3:24 |
| 15.   | »Sulphur Souls«                     | 5:54 |
| 16.   | »Warschau«                          | 4:54 |
| 17.   | »Wolves«                            | 5:43 |
| 68:30 |                                     |      |

## Zasluge
Marduk
- Evil – gitara
- Mortuus – vokali
- Emil Dragutinović – bubnjevi
- Devo – bas-gitara